# Sacra Famiglia con san Giovannino (Mantegna)
La Sacra Famiglia con san Giovannino è un dipinto tempera su tela (71x50,5 cm) attribuita ad Andrea Mantegna, databile al 1500 circa e conservato nella National Gallery di Londra.

## Descrizione e stile
L'opera è identica nel Bambino e nella Madonna che cuce, oltre che nel formato, alla Sacra Famiglia con Gesù come Imperator mundi nel Petit Palais di Parigi. Il Bambino eretto rimanda inoltre a numerose altre sacre famiglie di piccolo formato di quel periodo (la migliore è probabilmente la Sacra Famiglia con sant'Anna e san Giovannino a Dresda), mentre lo sfondo di frutta e foglie ricorda quello della Madonna della Vittoria (1496) oltre che della Madonna Altman (1495-1505 circa).
La versione londinese ha l'insolita caratteristica del parapetto che si è dilatato a formare una sorta di pozzo in cui si trova dentro Maria, che, nonostante la palese incongruenza, richiamerebbe l'hortus conclusus della verginità mariana o forse l'Immacolata concezione. Sul bordo del pozzo stanno Gesù Bambino al centro, con la sfera che simboleggia il potere sulla terra, e il giovane Giovanni Battista, che lo indica e regge in mano il tipico cartiglio. A destra si trovano la Vergine e san Giuseppe, con un appariscente manto rosso.
A causa delle condizioni di conservazione non ottimali, alcuni escludono l'attribuzione diretta a Mantegna, ma il disegno e l'invenzione richiamano sicuramente alle sue opere.